# Leven (album van Maan)
Leven is het tweede album van de Nederlandse zangeres Maan. Het album werd op 14 oktober 2022 uitgebracht. Het album is het vervolg op Onverstaanbaar en kwam op de elfde plek binnen in de Nederlandse Album Top 100. In de Vlaamse albumhitlijst piekte het op de 68e positie. Op het album staan gastoptredens van Snelle, Fresku, De Jeugd van Tegenwoordig en Bente. Het album heeft in Nederland de platina status.
Op het album staan twaalf nummers. Vijf daarvan waren voor het uitkomen van het album al als losse singles uitgebracht. De nummers op het album vertellen een persoonlijk verhaal over de recente jaren uit haar leven.

## Tweede versie
In november 2022, enkele weken na het uitkomen van het album, werd de single Stiekem aan het album toegevoegd. Dit was een nieuwe versie van het album, waar Stiekem als achtste op staat en De brief en de nummers daaronder elk een plekje opschoven.

## Tracklist[5]
| 1.                 | Sowieso overhoop                             | 3:02 |
| 2.                 | Beetje bij beetje                            | 3:12 |
| 3.                 | Blijven slapen (met Snelle)                  | 2:50 |
| 4.                 | Duizend kleine stukjes                       | 3:01 |
| 5.                 | Adem (met Fresku)                            | 3:40 |
| 6.                 | Beloof je dat                                | 3:58 |
| 7.                 | Misschien                                    | 2:50 |
| 8.                 | De brief                                     | 3:18 |
| 9.                 | Gepaste afstand                              | 2:57 |
| 10.                | Naar de maan (met De Jeugd van Tegenwoordig) | 3:08 |
| 11.                | Nee is nee (met Bente)                       | 2:58 |
| 12.                | Leven                                        | 2:14 |
| Totale duur: 37:08 |                                              |      |

## Hitnoteringen

### NederlandseAlbum Top 100
| Hitnotering: 22-10-2022 t/m 21-10-2023 | Hitnotering: 22-10-2022 t/m 21-10-2023 | Hitnotering: 22-10-2022 t/m 21-10-2023 | Hitnotering: 22-10-2022 t/m 21-10-2023 | Hitnotering: 22-10-2022 t/m 21-10-2023 | Hitnotering: 22-10-2022 t/m 21-10-2023 | Hitnotering: 22-10-2022 t/m 21-10-2023 | Hitnotering: 22-10-2022 t/m 21-10-2023 | Hitnotering: 22-10-2022 t/m 21-10-2023 | Hitnotering: 22-10-2022 t/m 21-10-2023 | Hitnotering: 22-10-2022 t/m 21-10-2023 | Hitnotering: 22-10-2022 t/m 21-10-2023 | Hitnotering: 22-10-2022 t/m 21-10-2023 | Hitnotering: 22-10-2022 t/m 21-10-2023 | Hitnotering: 22-10-2022 t/m 21-10-2023 | Hitnotering: 22-10-2022 t/m 21-10-2023 | Hitnotering: 22-10-2022 t/m 21-10-2023 | Hitnotering: 22-10-2022 t/m 21-10-2023 | Hitnotering: 22-10-2022 t/m 21-10-2023 |
| Week:                                  | 1                                      | 2                                      | 3                                      | 4                                      | 5                                      | 6                                      | 7                                      | 8                                      | 9                                      | 10                                     | 11                                     | 12                                     | 13                                     | 14                                     | 15                                     | 16                                     | 17                                     | 18                                     |
| -------------------------------------- | -------------------------------------- | -------------------------------------- | -------------------------------------- | -------------------------------------- | -------------------------------------- | -------------------------------------- | -------------------------------------- | -------------------------------------- | -------------------------------------- | -------------------------------------- | -------------------------------------- | -------------------------------------- | -------------------------------------- | -------------------------------------- | -------------------------------------- | -------------------------------------- | -------------------------------------- | -------------------------------------- |
| Positie:                               | 11                                     | 18                                     | 44                                     | 17                                     | 18                                     | 18                                     | 23                                     | 26                                     | 18                                     | 20                                     | 28                                     | 12                                     | 11                                     | 16                                     | 12                                     | 13                                     | 18                                     | 20                                     |
| Week:                                  | 19                                     | 20                                     | 21                                     | 22                                     | 23                                     | 24                                     | 25                                     | 26                                     | 27                                     | 28                                     | 29                                     | 30                                     | 31                                     | 32                                     | 33                                     | 34                                     | 35                                     | 36                                     |
| Positie:                               | 26                                     | 21                                     | 26                                     | 22                                     | 25                                     | 28                                     | 30                                     | 26                                     | 22                                     | 25                                     | 21                                     | 25                                     | 20                                     | 32                                     | 30                                     | 39                                     | 36                                     | 45                                     |
| Week:                                  | 37                                     | 38                                     | 39                                     | 40                                     | 41                                     | 42                                     | 43                                     | 44                                     | 45                                     | 46                                     | 47                                     | 48                                     | 49                                     | 50                                     | 51                                     | 52                                     | 53                                     |                                        |
| Positie:                               | 51                                     | 50                                     | 44                                     | 38                                     | 39                                     | 46                                     | 50                                     | 51                                     | 47                                     | 53                                     | 50                                     | 63                                     | 74                                     | 90                                     | 100                                    | 90                                     | 98                                     | uit                                    |

### VlaamseUltratop 200 Albums
| Hitnotering: 22-10-2022 t/m 29-10-2022 | Hitnotering: 22-10-2022 t/m 29-10-2022 | Hitnotering: 22-10-2022 t/m 29-10-2022 | Hitnotering: 22-10-2022 t/m 29-10-2022 |
| Week:                                  | 1                                      | 2                                      |                                        |
| -------------------------------------- | -------------------------------------- | -------------------------------------- | -------------------------------------- |
| Positie:                               | 176                                    | 147                                    | uit                                    |